# 광양다압중학교
광양다압중학교(光陽多鴨中學校)는 대한민국 전라남도 광양시 다압면 도사리에 있는 공립 중학교이다.

## 학교 연혁
- 1971년 3월 1일 : 초대 오한범 교장 취임, 6학급 인가
- 1971년 3월 10일 : 개교
- 2023년 9월 1일 : 차광준 교장 부임
- 2025년 1월 8일 : 5명 졸업(총 졸업생수 2,378명)
- 2025년 3월 4일 : 5명 신입생 입학

## 참고 자료
- 광양다압중학교 - 한국교육학술정보원 학교알리미